# Conchoraptor
Conchoraptor gracilis
Genre
Espèce
Conchoraptor (qui signifie « pilleur de conque ») est un genre éteint de dinosaures de la famille des Oviraptoridae de la fin du Crétacé supérieur et vivait dans ce qui est maintenant la Mongolie.

## Description

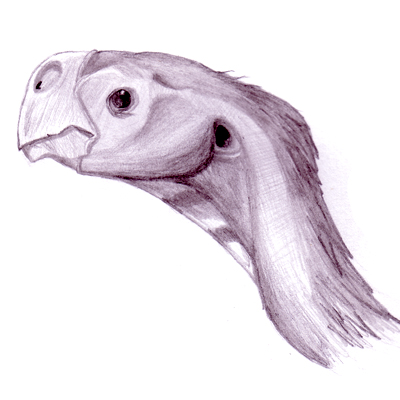
Vue de profil de Conchoraptor gracilis (reproduction).

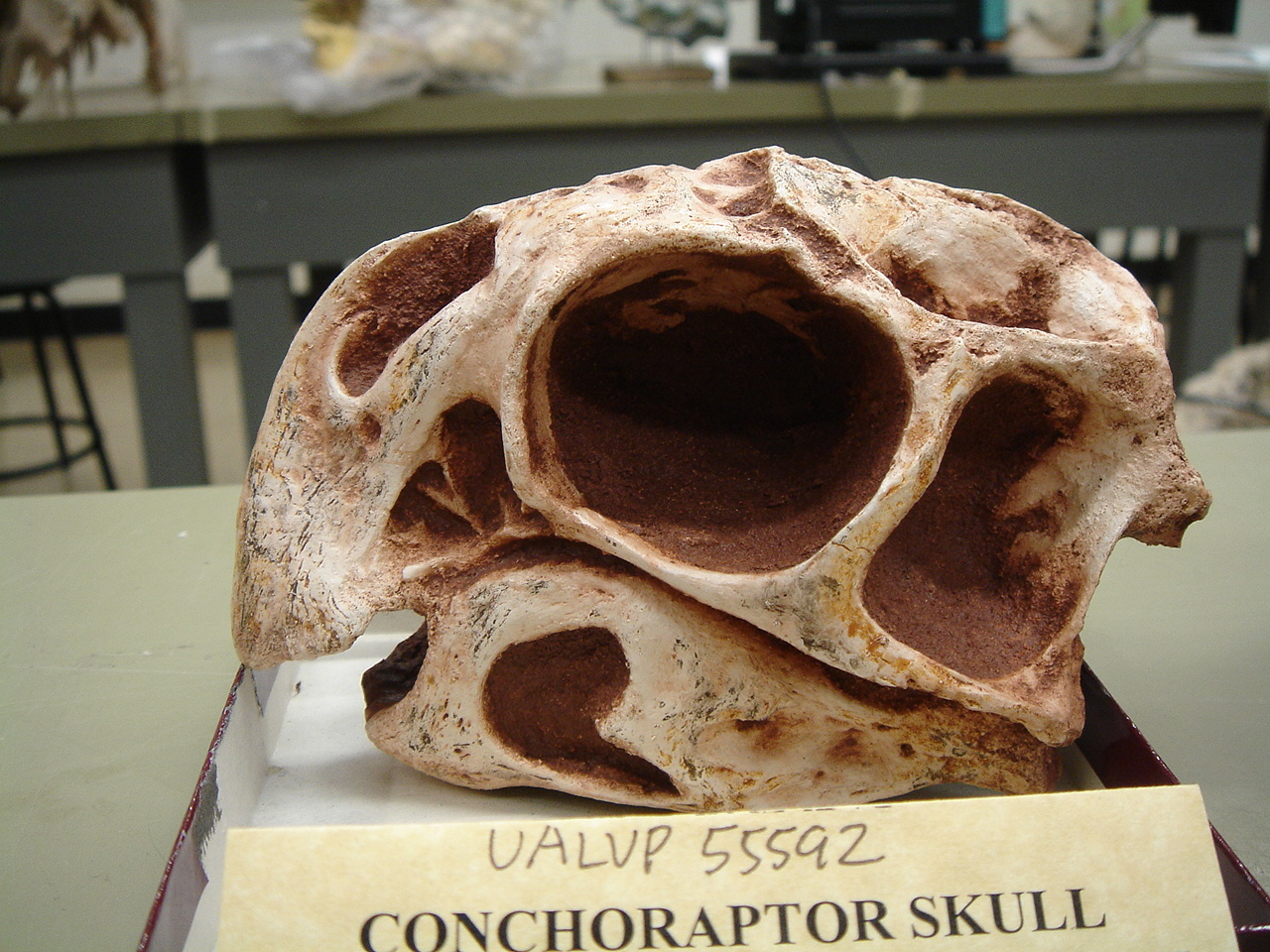
Crâne de Conchoraptor (université de l'Alberta).

Conchoraptor était un genre de petit dinosaure, qui mesurait de 1 à 2 mètres de longueur. Contrairement aux autres oviraptoridés, il ne possédait pas de crête sur la tête. Il avait aussi un corps plus mince qu'Ingenia. Comme ses cousins, il ne possédait pas de dents, mais il avait un bec puissant, particulièrement adapté à l'écrasement de coquilles de mollusques. Son crâne était constitué d'os creux. Les connexions internes entre les deux oreilles ayant fonctionné comme des caisses à résonance lui ont permis d'avoir une ouïe développée.

## Découverte
Lors de la première découverte en 1971 dans les lits rouges de Hermiin Tsav (formation géologique mongole) de la fin du Campanien de la formation de Nemegt par une équipe polonaise-mongole, les scientifiques crurent que Conchoraptor était un oviraptoridé mineur et que la crête manquante à celui-ci aurait commencé à se développer lorsqu'il aurait atteint la maturité sexuelle. Une étude plus approfondie de plusieurs squelettes ont montré que Conchoraptor appartenait à un genre nouveau. C'est surtout grâce à ses mains que l'on a pu le distinguer d'Oviraptor. Anatomiquement, ses mains semblaient être entre celles d'Oviraptor et celles d'Ingenia. Conchoraptor fut une énigme pendant de longues années pour les scientifiques, à cause de son bec particulier, qui a conduit à plusieurs théories sur son régime alimentaire.
L'espèce type de ce genre, Conchoraptor gracilis, a été décrite et nommée par Rinchen Barsbold en 1986. Son nom est dérivé du grec « konkhè » (moule) et du latin « raptor » (pilleur). Ce nom reflète l'hypothèse de Barsbold qui pensait que les oviraptors étaient spécialisés pour se nourrir de mollusques, alors qu'on pense traditionnellement qu'ils mangent en majorité des œufs. Le nom spécifique signifie "gracile" en latin. L'holotype est numéroté IGM 100/20 ; il s'agit d'un squelette partiel avec le crâne. Plus tard, environ deux douzaines de spécimens ont été attribués à cette espèce. Certains squelettes ont été également retrouvés avec des nids et des œufs, donc quelques-uns avec des embryons.

## Classification
Conchoraptor a été affecté aux Oviraptoridae par Barsbold en 1986. De récentes analyses montrent qu'il était un membre de la sous-famille des Ingeniinae[réf. nécessaire].

## Régime alimentaire
En rapport à son nom (pilleur de conque), on pense qu'il se nourrissait de mollusques car la forme inhabituelle de son bec suggère qu'il devait être apte à manger des coquillages comme des palourdes.